# ماده فعال سطحی

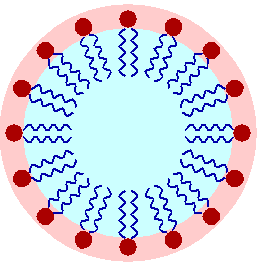
نمودار شماتیک یک میسل روغن در سوسپانسیون آبی، مانند حالتی که ممکن است در یک امولسیون روغن در آب رخ دهد. در این مثال، دُم‌های محلول در روغن مولکول‌های سورفکتانت درون روغن قرار می‌گیرند (قسمت آبی رنگ)، در حالیکه انتهای محلول در آب با فاز آب در تماس است (قسمت قرمز رنگ).

سورفکتانت‌ها یا مواد فعال سطحی (به انگلیسی: Surfactant) موادی هستند که هنگامی که به مقدار بسیار ناچیز استفاده می‌شوند کشش سطحی آب را به میزان قابل توجهی کاهش می‌دهند. سورفکتانت‌ها ممکن است به عنوان مواد شوینده، مواد خیس کننده، امولسیفایر، مواد کف‌کننده و پراکنده کننده‌ها عمل کنند و این ترکیبات تقریباً مثل صابون و سایر سورفاکتانت‌ها عمل می‌کنند و بعد از تماس با آب حالت لزج پیدا می‌کنند.

## ساختار
سورفکتانت‌ها معمولاً ترکیباتی آلی هستند که دارای گروه‌های هیدروفوبیک (آب‌گریز) که نقش دم و دنباله را دارد و گروه‌های هیدروفیلیک (آب‌دوست) که نقش سر را دارد می‌باشند بنابراین معمولاً به‌طور ناچیز در آب و حلالهای آلی حل می‌شوند.

## عملکرد

نمودار شماتیک یک میسل - «دمهای» لیپوفیلی یون‌های سورفکتانت در داخل روغن باقی می‌مانند زیرا آنها با روغن بهتر از آب واکنش می‌دهند. «سرهای» قطبی مولکول‌های سورفکتانت که روی میسل را می‌پوشانند بیشتر با آب درگیر می‌شوند، و درنتیجه یک لایه بیرونی آبدوست تشکیل می‌دهند که سدی را بین میسل‌ها تشکیل می‌دهد. این اتفاق باعث جلوگیری از ادغام قطرات روغن با یکدیگر (قسمت آبگریز میسل) و تشکیل قطرات روغن بزرگتر می‌شود. ترکیباتی که میسل را می‌پوشانند معمولاً به صورت طبیعی amphiphilic هستند، به این معنی که میسل‌ها چه به صورت حلال اَپروتیک (مانند روغن در آب) و چه به صورت حلال پروتیک (مانند آب در روغن) می‌توانند پایدار باشند.

۴- (۵-دودسیل) بنزن سولفونات که یکی از متداول‌ترین سورفکتانت‌ها می‌باشد.

سورفکتانت‌ها کشش سطحی آب را بوسیله جذب سطحی فصل مشترک هوا – آب کاهش می‌دهند همچنین باعث کاهش کشش فصل مشترک آب و روغن بوسیله جذب سطحی فصل مشترک مایع- مایع می‌شوند تعداد زیادی مولکول سورفکتانت می‌توانند در توده محلول به هم وصل شده و تشکیل توده‌ای به نام میسل (micelle) می‌دهند. به غلظتی که در آن این میسل‌ها شروع به تشکیل شدن می‌کنند غلظت بحرانی تشکیل میسل CMC گویند وقتی میسل‌ها شروع به تشکیل شدن کردند دم آن‌ها تشکیل یک هسته مانند یک قطره روغن و سر یونی آن‌ها یک پوسته بیرونی می‌سازد که تماس مطلوب با آب را بهبود می‌بخشد.

## کارکرد در بدن
سورفکتانت‌های بدن (حاوی فسفولیپیدها، چربی‌های خنثی، اسیدهای چرب) که در ریه ترشح می‌شوند با کاهش کشش سطحی مانع آتلکتازی ریه‌ها و سهولت اتساع آلوئولها هنگام دم می‌شوند. مسمومیت با مواد نفتی یا تولد زودرس جنین با فقدان سورفکتانت و آتلکتازی همراه است.

## رشد ریوی جنین
از هفته ۳۳ سورفاکتانت در ریه جنین شروع به ساخت می‌کند بنابراین اگر از این هفته به بعد کودک به دنیا بیاید مشکل کمتری از نظر تنفسی خواهد داشت ولی تولد نوزاد زودرس تر با ایجاد سندرم زجر تنفسی نوزادان یا بیماری غشای هیالن ممکن است موجب مرگ شود. برای تسریع در رشد ریه جنین هنگامی که احتمال زایمان زودرس وجود دارد به مادر داروهای کورتیکواستروئیدی تجویز می‌شود. همچنین سورفکتانت ریوی غیر تب زا و استریل موجود می‌باشد که فقط از راه داخل تراشه‌ای استفاده می‌شود. سورونتا عصاره طبیعی ریه گاو می‌باشد که حاوی فسفولیپیدها، چربی‌های خنثی، اسیدهای چرب، و پروتئین‌های وابسته به سورفکتانت می‌باشد که به این ترکیب کولفوسریل پالمیتات (دی پالمیتوئیل فسفاتیدیل کولین)، پالمیتیک اسید، و تری پالمیتین افزوده شده است تا ترکیب استانداردی ایجاد شود که خواصی مشابه خواص پایین آورنده کشش سطحی سورفکتانت ریه طبیعی را نشان دهد.

## اشکال دارویی
از دو دهه پیش اشکال دارویی سورفکتانت‌ها عرضه شده و موجب کاهش مؤثر مرگ و میر نوزادان مبتلا گردید. اشکال دارویی به فرم کاملاً طبیعی یا کاملاً سنتتیک یا اشکال طبیعی اصلاح شده تولید می‌گردند. از نمونه‌های کاملاً طبیعی می‌توان به داروهای کرسورف Curosurf توسط شرکت چیزی، ایفاسورف Infasurf توسط شرکت اونی یا بلس BLES اشاره کرد. از نمونه‌های سنتتیک می‌توان به داروی اگزوسورف Exosurf اشاره کرد. از نمونه‌های داروی طبیعی اصلاح شده می‌توان به داروهای سوروانتا Survanta توسط شرکت ابوی، برکسورف Beraksurf توسط شرکت تکزیما، سورفکتن Surfacten توسط شرکت میتسوبیشی اشاره کرد که پس از استخراج عصاره طبیعی از ریه گاو برای اصلاح مقادیر مواد مؤثر در کاهش کشش سطحی و در نتیجه بهبود عملکرد آن‌ها به آن نوع سنتتیک این مواد افزوده می‌شود.

## خواص ضدعفونی‌کننده
سورفکتانت‌های کاتیونی درمحلول آبی به یک کاتیون نسبتاً بزرگ فعال و یک یون کوچک غیرفعال یونیزه می‌شود. ترکیبات کاتیونی علاوه براثرات امولسیون‌کننده و پاک‌کننده دارای فعالیت باکتری‌کش علیه باکتریهای گرم مثبت و گرم منفی می‌باشند. بسیاری از ترکیبات ضدعفونی‌کننده معروف مانند بتادین و ستیل پیریدینیوم خواص سورفکتانتی دارند.

## بیوسورفکتانت
بیوسورفکتانت‌ها ترکیبات آلی تولید شده توسط میکروارگانیسم‌ها هستند. این ترکیبات به دلیل توانایی امولسیون کردن مخلوط‌های هیدروکربن-آب، تجزیه زیستی هیدروکربن‌ها را در محیط افزایش می‌دهند. بیوسورفکتانت‌ها با انحلال هیدروکربن‌ها در سال ۱۹۶۰ مورد توجه قرار گرفتند و هر ساله کاربردهای آنها مخصوصاً در زمینه‌های نفتی، غذایی و دارویی بیشتر توسعه یافت.